# 1453 Fennia
1453 Fennia este o planetă minoră (asteroid), cu un diametru de 6,573 km, din centura de asteroizi. A fost descoperită pe 8 martie 1938 la Iso-Heikkilän tähtitorni⁠(d) de Yrjö Väisälä⁠(d) și a fost numită după Finlanda. 
Obiectul prezintă o orbită caracterizată de o semiaxă mare de 1,8969166 UAi, o excentricitate de 0,03, o înclinație de 23,67387 ° în raport cu ecliptica.